# Siegel Delawares
Das Siegel von Delaware wurde erstmals am 17. Januar 1777 festgelegt, wobei die aktuelle Ausführung vom 29. April 2004 stammt.

## Beschreibung
Das Siegel besteht aus dem Wappen des Bundesstaates, das von einer Inschrift umgeben ist.
Im Zentrum ist ein Schild, der in drei horizontale Streifen (rot, blau und weiß) aufgeteilt ist. Auf dem roten Streifen sieht man eine Weizengarbe und einen Maiskolben. Der untere weiße Streifen stellt einen Ochsen auf einer Grasfläche dar. Über dem Schild befindet sich ein Segelschiff und unter dem Schild das Motto des Staates (Liberty and Independence). Flankiert wird der Schild zur Linken von einem Bauern und zur Rechten von einem Soldaten.
- Die Weizengarbe wurde aus dem Siegel von Sussex County entnommen und steht für die landwirtschaftliche Stärke des Staates.
- Der Maiskolben wurde dem Siegel von Kent County entliehen und soll zeigen, auf welcher landwirtschaftlichen Grundlage die Wirtschaft des Staates steht.
- Der blaue Streifen über dem Ochsen symbolisiert den Delaware River, das Rückgrat des Handels und Transportes des Staates.
- Der Ochse steht für die Bedeutung der Viehhaltung für die Wirtschaft des Staates.
- Das Schiff ist ein Symbol für den Schiffbau im New Castle County und für den intensiven Seehandel des Staates.
- Der Farmer mit der Gartenhacke steht für die zentrale Rolle, die die Landwirtschaft im Staat einnimmt.
- Der Soldat, ein Milizionär, würdigt die wichtige Rolle der Bürger für die Bewahrung der amerikanischen Freiheiten.
- Das Motto, „Liberty and Independence“, wurde von der Order of the Cincinnati bereitgestellt.

Die das Wappen umgebende Inschrift lautet: „Great Seal of the State of Delaware“ und die Jahreszahlen 1704, 1776 und 1787.
- Die Delaware Colony führte im Jahr 1704 die Generalversammlung ein;
- Am sogenannten Separation Day, dem 15. Juni 1776, erklärte die Generalversammlung Delaware zum unabhängigen Staat.
- 7. Dezember 1787: An diesem Tag, dem Delaware Day, ratifizierte Delaware die Verfassung der Vereinigten Staaten, womit es der erste Staat war, der dies tat.

Flagge Delawares

## Geschichte
Das Siegel wurde ursprünglich 1777 angenommen und in den Jahren 1793, 1847 und 1907 jeweils leicht modifiziert. Die aktuelle Version wurde 2004 offiziell eingeführt.
- Von 1793 bis 1847 wurden die Figuren des Soldaten und des Farmers aus dem Siegel getilgt.
- 1847 wurde das Motto „Liberty and Independence“ auf einem roten Band unterhalb des Schilds eingefügt.
- 1907 wurde das Siegel modernisiert und man änderte „THE DELAWARE STATE“ in „THE STATE OF DELAWARE“.